# Limnonectes larvaepartus

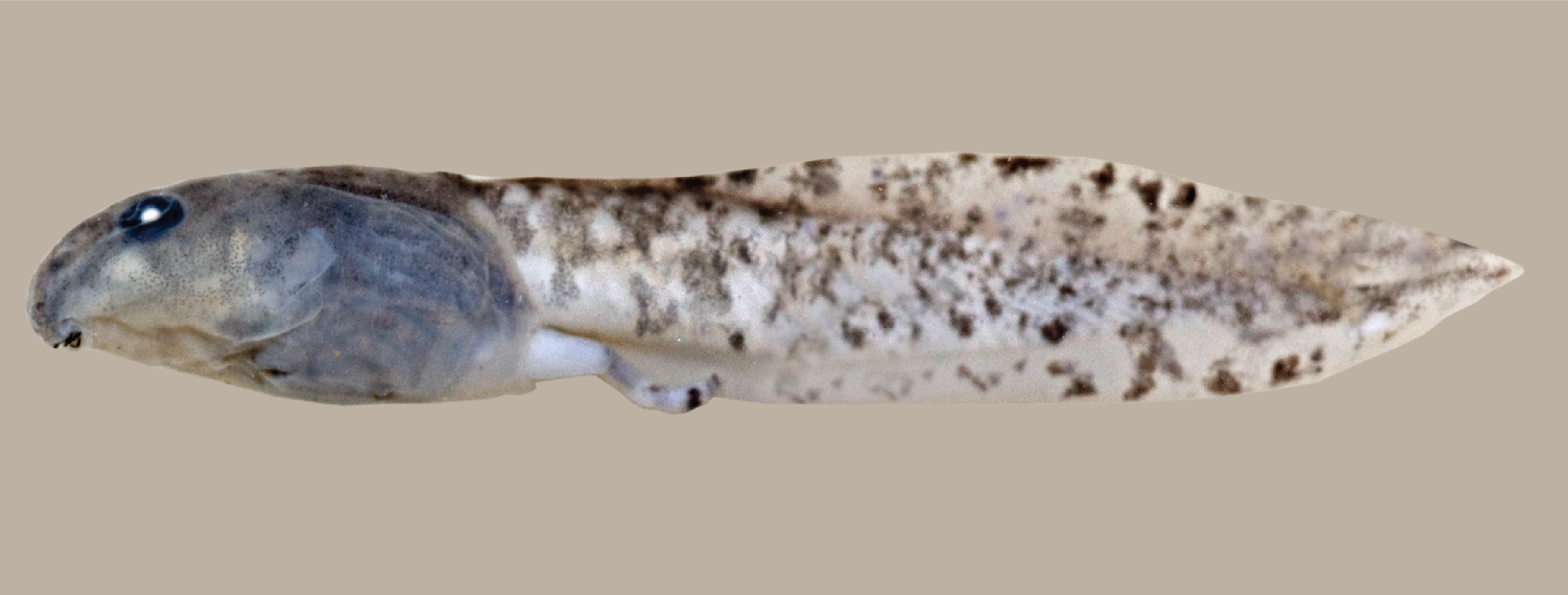
Kaulquappe von Limnonectes larvaepartus

 Limnonectes larvaepartus  ist eine Froschart aus der Familie Dicroglossidae. Sie ist endemisch auf der indonesischen Insel Sulawesi und der bisher einzige entdeckte Frosch, bei dem sich die Eier bis zum Kaulquappenstadium im Eileiter entwickeln. Es werden lebende Larven geboren und direkt in stehende oder langsam strömende Gewässer abgegeben, wo sie ihre Entwicklung bis zum Frosch fortsetzen können.

## Beschreibung
Die untersuchten Männchen der Art erreichten von der Schnauzenspitze bis zur Kloake eine durchschnittliche Länge von 37,4 Millimeter, während bei den Weibchen die Länge im Durchschnitt 40,2 Millimeter betrug. Limnonectes larvaepartus gehört damit zu den kleineren Froscharten auf Sulawesi. Die Schwimmhäute zwischen den Zehen sind gut ausgebildet.

### Färbung
Die Rückenfärbung der Art ist sehr variabel, im typischen Fall bräunlich-grau, manchmal auch dunkelbraun an den Seiten oder rötlich braun in der Grundfarbe. Rund 23 Prozent der Individuen haben einen breiten dunklen Streifen der sich über die Mitte des Rückens zieht. Der Bauch ist gelblich oder cremefarben. Ein heller Balken zieht sich unterhalb des Auges von der Schnauze bis zum Ohr, und die Schnauze ist oft ebenfalls viel heller gefärbt als der Rücken. Das Tympanum ist in der oberen Hälfte oft schwarz gefärbt und nur in der unteren Hälfte von gleicher Farbe wie die umgebende Haut. Die obere Hälfte der Iris ist golden orange.

## Lebensweise
Limnonectes larvaepartus lebt in den Wäldern der indonesischen Insel Sulawesi. Dabei bleibt der Frosch schnell fließenden und tiefen Gewässern eher fern, die teilweise von anderen Limnonectes-Arten besiedelt werden. Er bewohnt die Streuschicht mit abgefallenem Laub oder Grasflächen.

### Paarungsverhalten
Die männlichen Frösche rufen von den Ufern seichter Gewässer oder kleiner Teiche, in denen sich meist schon einige Kaulquappen der Art befinden. Wissenschaftler nehmen an, dass geeignete Wasserstellen während der Brutsaison mehrmals von denselben Männchen und Weibchen besucht werden.

### Fortpflanzung
Die Fortpflanzung von Limnonectes larvaepartus ist für Frösche einzigartig und noch nicht vollständig aufgeklärt.
Bei den meisten anderen Froscharten werden die Eier von den Männchen befruchtet, während sie von den Weibchen gelegt werden. Es erfolgt also eine äußere Befruchtung. Bei Limnonectes larvaepartus muss jedoch eine innere Befruchtung erfolgen, damit sich die Larven schon im Mutterleib aus den Eiern entwickeln können. Es sind jedoch keine anatomischen Anpassungen der Männchen oder der Weibchen gefunden worden, die diese Art der Besamung unterstützen würden.
In den beiden Eileitern können sich rund 100 Larven gleichzeitig entwickeln, die Eileiter sind sehr dünnwandig und durchscheinend und können bis zu einem Zentimeter Durchmesser haben. Die Kaulquappen sind darin sehr dicht gepackt und ernähren sich von den Dottervorräten ihres Eies. Ist der Dotter aufgebraucht, werden sie geboren und entwickeln sich im Wasser weiter. Bei der Geburt haben sie voll entwickelte Ruderschwänze und können sich selbständig mit Hilfe ihrer Mundscheibe und Zähnchen ernähren.
Bei Limnonectes larvaepartus wurde keine Weiterentwicklung der Larven zu kleinen Fröschchen im Mutterleib beobachtet, wie bei Eleutherodactylus jasperi aus Puerto Rico oder den afrikanischen Krötenarten der Gattungen Nectophrynoides und Nimbaphrynoides. Diese Art ist also die einzige, bei der für das Leben im freien Wasser gut entwickelte Kaulquappen geboren werden.

## Systematik und Taxonomie
Die Gattung Limnonectes umfasst 78 gültig beschriebene Arten (Stand: April 2021).
Iskandar und Tjan hatten schon im Jahre 1996 einen Frosch der Gattung Limnonectes beschrieben, bei dem sich die Eier bereits im Mutterleib entwickelten und den sie Limnonectes ovovivipar nannten, als Hinweis auf die Ovoviviparie. Diese Art wurde jedoch nur unzureichend beschrieben und der Name gilt heute gemäß den Regeln des ICZN als nomen nudum. Der Artname larvaepartus deutet darauf hin, dass von dieser Art die Jungen im Larvenstadium geboren werden.